# Iglesia de Achauta

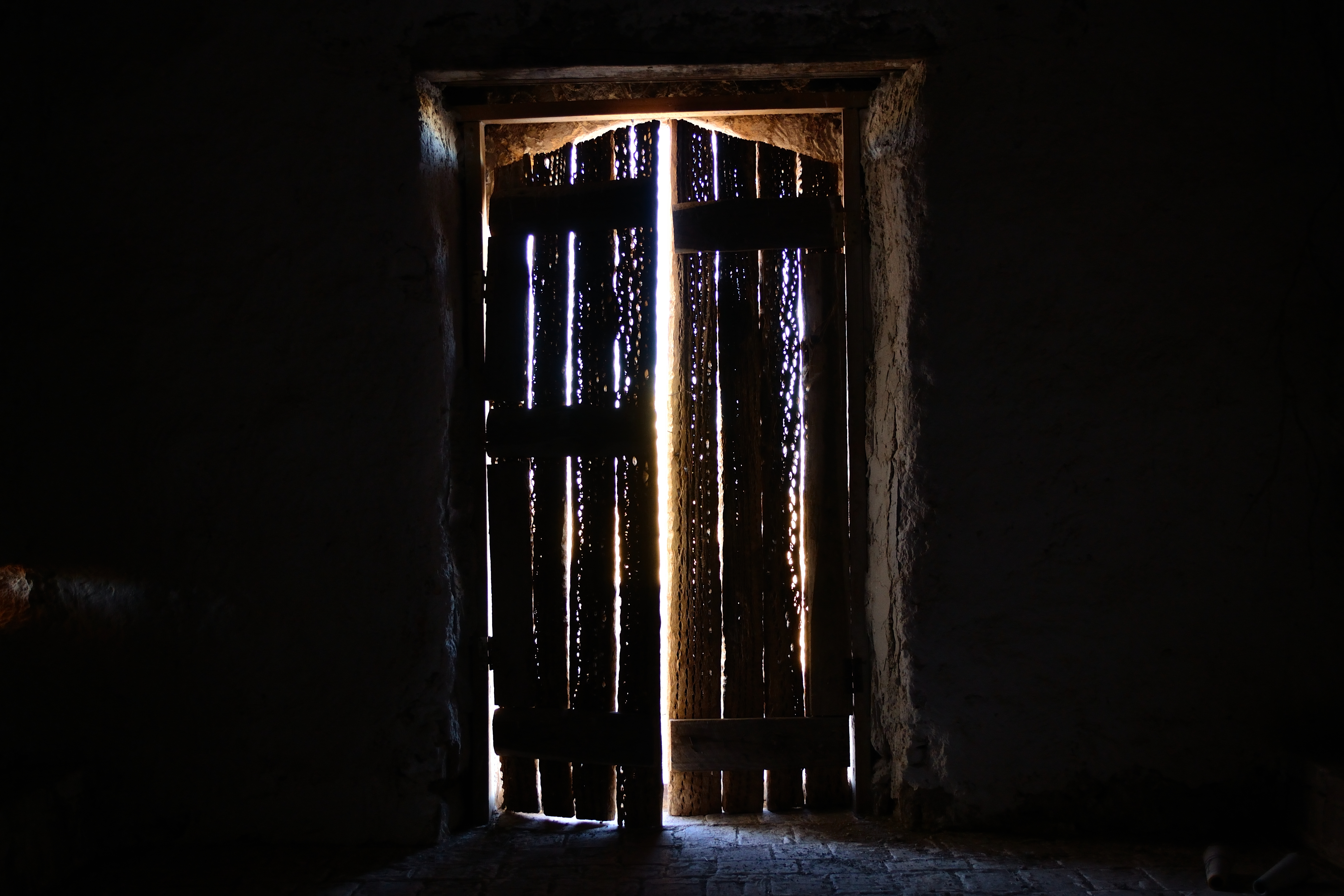
Puerta de la Iglesia de Achauta desde su interior

La iglesia de Achauta se ubica en el acceso al pueblo de Achauta, cinco kilómetros al oeste de Colchane, Región de Tarapacá, Chile.
La iglesia se encuentra rodeada por un pequeño muro de piedras de formas irregulares ligadas y revestidas con un estuco de barro. Su materialidad se estructura en muros de adobe, piedra y piedra labrada, su piso es de tierra y madera. Su techumbre es a dos aguas (techumbre de par y nudillo), con un enchaclado construido por pastelones de barro y paja, y una estructura de par y nudillo armada con madera de cactus, su planta es a una nave con dos capillas laterales que conforman el crucero. 
La iglesia mide 13,15 metros de largo y 7,8 metros de ancho, y su altura es de 4,08 metros. La torre posee una planta cuadrada de 3,25 metros por lado, y su altura es de 6,54 metros.

## Declaratoria como Monumento Nacional
Fue declarada Monumento Nacional de Chile, en la categoría de Monumento Histórico, mediante el Decreto Exento N.º 18, de fecha 11 de enero de 2006.